# ليان كالاغان
ليان كالاغان (بالإنجليزية: Leanne Callaghan)‏ هي متسلقة جبال تزلج ‏ بريطانية، ولدت في 1972 في بري ‏ في المملكة المتحدة.